# Zelenci
Zelenci [zelénci] so talni izvir Save Dolinke, v občini Kranjska Gora. Tu voda privre na dan iz do 2 metra globokega jezera zelene barve. Zaradi te izrazito zelene barve je izvir tudi dobil svoje ime. Zelenci so naravni rezervat in dom mnogim ogroženim živalskim in rastlinskim vrstam.
Porozna jezerska kreda, ki je na dnu, neprestano prepušča talno vodo v obliki »vulkančkov«, kar je edinstven primer v Sloveniji. Jezerska voda ima stalno temperaturo okrog 5–6 °C. Voda iz jezera preide v strugo, ki se na vzhodu razlije v kilometer dolgo in 200 m široko, plitko močvirje Blata. Rečna struga Save Dolinke nastane pri kraju Podkoren, ob pobočju gore Vitranc.

## Nastanek Zelencev
Geologi so v okolici našli veliko jezerskih usedlin, kar dokazuje, da so Zelenci ostanek nekdaj obsežnejšega Korenskega jezera, ki je nastalo po umiku planiškega ledenika, ki je korenski vršaj zajezil ledeniški odtok. Skozi ta naravni jez je postopoma preglodala Sava, gladina jezera se je znižala, dokler niso ostali le še Zelenci in okoliška močvirja.

## Naravni rezervat
Leta 1992 so bili Zelenci razglašeni za naravni rezervat. 
Njihova pomembnost je v pričevanju o dogajanju v geološki preteklosti. Predstavljajo pa tudi življenjski prostor zanimivih živali ter rastišče redkih in ogroženih rastlin. Neokrnjena narava Zelencev z okolico s številnimi izviri in smaragdno zelenim jezerom je našla svoje mesto na slikarskih platnih Ladislaua Benescha. 
Sir Humphry Davy, sloviti naravoslovec, oznanjevalec krasot te gorske krajine, je z vso iskrenostjo zapisal: "Najbolj se mi je priljubila Savska dolina s svojimi slapovi in jezeri. Ne poznam v Evropi nič lepšega."
Površina naravnega rezervata je 14 ha. Ob urejenih poteh so postavljene pojasnjevalne table ter razgledni most s stolpom.

## Rastlinstvo
V okolici izvira uspevajo rastline, ki potrebujejo veliko vlage: šaš, jelša in vrba, med njimi pa najdemo cvetje:
- močvirski ušivec (Pedicularis palustris),
- navadni mrzličnik (Menyanthes trifoliata),
- ozkolistni munec (Eriophorum angustipholium),
- močvirska triroglja (Triglochin palustre),
- vodna zlatica (Batrachium sp).

## Živalstvo
Poleg potočne postrvi, ki živi v jezercih in se hrani z ličinkami enodnevnic (Ephemeroptera) in vrbnic (Plecoptera) se na tem območju nahaja nekaj ogroženih živalskih vrst (ki so na rdečem seznamu ogroženih živalskih vrst Slovenije:
- škrlatec, ptica (Carpodacus erythrynus),
- brkati netopir (Myotis mystacinus),
- živorodna kuščarica (Lacerta vivipara),
- navadni gad (Vipera berus),
- martinček (Lacerta agilis).

## Geološke značilnosti
Zelenci, ki predstavljajo prvi izvorni krak najdaljše (219 km) slovenske reke Save, so pravzaprav drugi izvir poniknjenega potoka, imenovanega Nadiža, ki izvira blizu planinske koče v Tamarju in večji del doline teče pod gruščem.
Gornjesavska dolina je nastala zaradi tektonskih in ledeniških delovanj (izpod Jalovca, Ponc in Mojstrovke je drsel Planiški ledenik, ki je s seboj prinesel velike količine grušča). Največji nanos grušča je na lokaciji današnjega Podkorena, ki je zajezil reko Savo in ustvaril Korenško jezero, katerega ostanek sta jezerce Zelenci in močvirje Blata.